# Giuseppe Maria de Gerbaix
Giuseppe Maria de Gerbaix de Châtillon e Sonnaz (Chambéry, 1784 – Torino, 31 maggio 1863) è stato un generale italiano, insignito da re Carlo Alberto del Collare dell'Ordine supremo della Santissima Annunziata.

## Biografia
Nacque a Chambéry nel 1784. Fu Paggio d'Onore del principe Carlo Emanuele di Savoia-Carignano, e dopo l'occupazione del Piemonte da parte dei francesi entrò al loro servizio come ufficiale di cavalleria.  Scudiere del principe Camillo Borghese, fu nominato barone dell'Impero francese. Dopo la restaurazione del 1814, e il ritorno dei Savoia a Torino, entrò nell'Armata Sarda con il grado di tenente di cavalleria in servizio nel Reggimento "Savoia Cavalleria". Dopo i moti rivoluzionati del 1821, e l'avvento al trono di re Carlo Felice, fu tra i nobili che accompagnarono il principe Carlo Alberto a Firenze. Nel 1830 fu nominato grande governatore e gran maestro del re Carlo Felice. Dopo la morte di quest'ultimo, e la salita al trono di Carlo Alberto, tra i suoi primi scudieri, nel fu nominato Grande di Corte e gentiluomo di camera il 14 maggio 1831, e poi gran cacciatore e gran falconiere del re. Il 10 aprile 1838 fu promosso tenente generale, e divenne Grande di Corona nel 1843. Lasciato il suo incarico nel 1844, due anni dopo fu insignito del  Collare dell'Ordine supremo della Santissima Annunziata. Posto in pensione il 6 dicembre 1848, dopo la fine della prima guerra d'indipendenza italiana, si spense a Torino il 31 maggio 1863. Sposato con Enrichetta Graneri de La Roche, la coppia ebbe un figlio, Maurizio.

### Fonti
1. 1 2 3 4 5 6  Ilari, Shamà 2008, p. 256.
2. 1 2 3 4 5 6  Di Pietrantonio 2020, p. 141.
3. ↑   Calendario generale pe' regii stati, 1844,  p. 181. URL consultato il 12 marzo 2021.
4. ↑   Calendario generale pe' regii stati, 1844,  p. 181. URL consultato il 12 marzo 2021.
5. ↑   Calendario generale pe' Regii Stati pubblicato con autorità del Governo e, 1843,  p. 177. URL consultato il 12 marzo 2021.
6. ↑   Manuale per le provincie soggette all' imperiale regio governo di Venezia, 1845,  p. 41. URL consultato il 12 marzo 2021.